# Monte Westminster
Il Monte Westminster (in lingua inglese: Mount Westminster) è una montagna antartica, alta 3.370 m, situata sul bordo orientale del Ghiacciaio Beardmore, 7 km a sud del Monte Kinsey, nel Supporters Range, catena montuosa che fa parte dei Monti della Regina Maud, in Antartide.
Fu scoperto dalla Spedizione Nimrod, svoltasi tra gli anni 1907-09, la prima delle tre spedizioni antartiche guidate dall'esploratore britannico Ernest Shackleton, 
La denominazione fu assegnata in onore di Hugh Grosvenor, II duca di Westminster, uno dei finanziatori della spedizione.